# Jättjärnarna (Resele socken, Ångermanland, 703492-155976)
Jättjärnarna är en sjö i Sollefteå kommun i Ångermanland och ingår i Ångermanälvens huvudavrinningsområde.